# Trąbki Wielkie
Trąbki Wielkie (Ober Kahlbude fino al 1945) è un comune rurale polacco del distretto di Danzica, nel voivodato della Pomerania.
Ricopre una superficie di 162,62 km² e nel 2007 contava 9 644 abitanti.